# Campeonato de Estonia de Ciclismo Contrarreloj
Los Campeonatos de Estonia de Ciclismo Contrarreloj se organizan anual e ininterrumpidamente desde el año 1997 para determinar el campeón ciclista de Estonia de cada año, en la modalidad. 
El título se otorga al vencedor de una única carrera, en la modalidad de Contrarreloj individual. El vencedor obtiene el derecho a portar un maillot con los colores de la Bandera de Estonia hasta el campeonato del año siguiente, solamente cuando disputa pruebas Contrarreloj.
El corredor más laureado es Jaan Kirsipuu, con nueve victorias.

## Palmarés

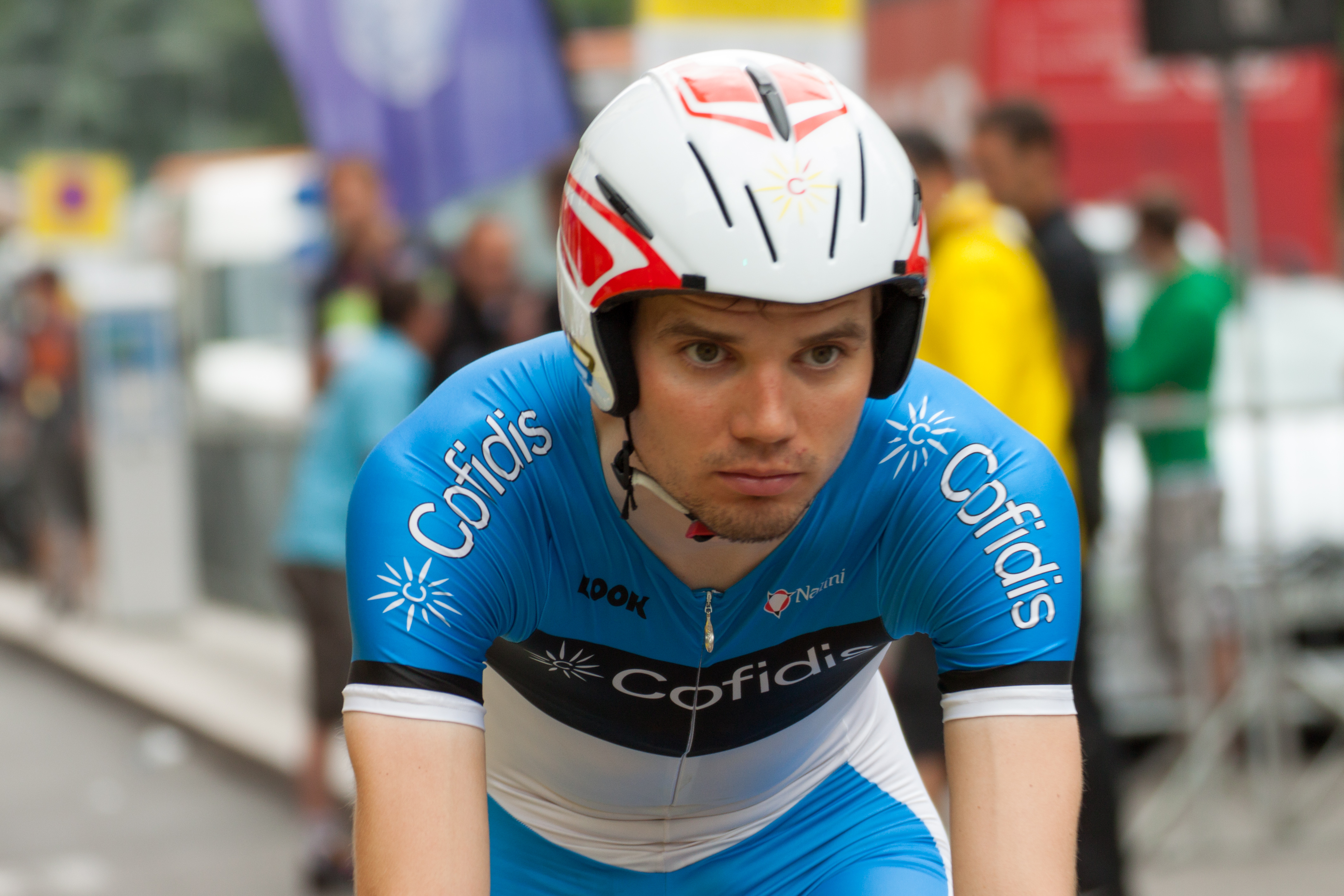
Rein Taaramäe campeón en 2009, 2011 y 2012.

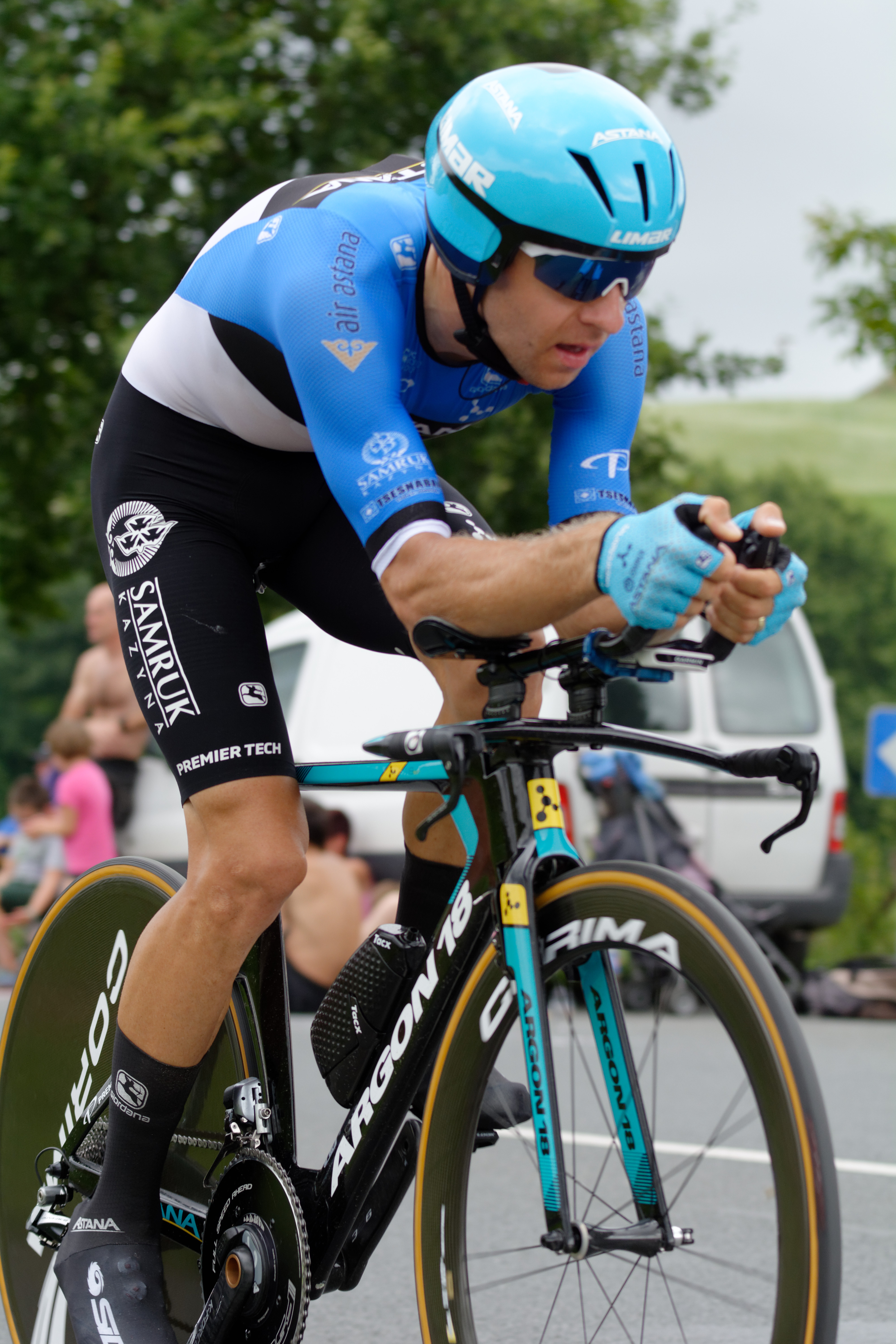
Tanel Kangert campeón en cuatro ocasiones.

| Año  | Ganador       | Segundo           | Tercero         |
| 1997 | Urmo Fuchs    | Oskari Kargu      | Otsus Innirek   |
| 1998 | Jaan Kirsipuu | Lauri Aus         | Margus Salumets |
| 1999 | Jaan Kirsipuu | Allan Oras        | Markku Ainsalu  |
| 2000 | Lauri Aus     | Jaan Kirsipuu     | Allan Oras      |
| 2001 | Jaan Kirsipuu | Markku Ainsalu    | Andre Aduson    |
| 2002 | Jaan Kirsipuu | Margus Salumets   | Oskari Kargu    |
| 2003 | Jaan Kirsipuu | Lauri Aus         | Janek Tombak    |
| 2004 | Jaan Kirsipuu | Markku Ainsalu    | Tarmo Raudsepp  |
| 2005 | Jaan Kirsipuu | Tarmo Raudsepp    | Andre Aduson    |
| 2006 | Jaan Kirsipuu | Tarmo Raudsepp    | Andre Aduson    |
| 2007 | Jaan Kirsipuu | Rein Taaramäe     | Prlit Prous     |
| 2008 | Tanel Kangert | Allan Oras        | Andre Aduson    |
| 2009 | Rein Taaramäe | Ervin Korts       | Gert Jõeäär     |
| 2010 | Tanel Kangert | Ervin Korts-Laur  | Gert Jõeäär     |
| 2011 | Rein Taaramäe | Gert Jõeäär       | Mart Ojavee     |
| 2012 | Rein Taaramäe | Tanel Kangert     | Rene Mandri     |
| 2013 | Tanel Kangert | Rein Taaramäe     | Gert Jõeäär     |
| 2014 | Gert Jõeäär   | Alo Jakin         | Oskar Nisu      |
| 2015 | Gert Jõeäär   | Silver Mäoma      | Timmo Jeret     |
| 2016 | Gert Jõeäär   | Silver Mäoma      | Ivo Suur        |
| 2017 | Silver Mäoma  | Gert Jõeäär       | Norman Vahtra   |
| 2018 | Tanel Kangert | Alo Jakin         | Norman Vahtra   |
| 2019 | Rein Taaramäe | Karl Patrick Lauk | Oskar Nisu      |
| 2020 | Gleb Karpenko | Rait Ärm          | Markus Pajur    |
| 2021 | Rein Taaramäe | Norman Vahtra     | Artjom Mirzojev |
| 2022 | Rein Taaramäe | Tanel Kangert     | Norman Vahtra   |
| 2023 | Rein Taaramäe | Gleb Karpenko     | Norman Vahtra   |
| 2024 | Rein Taaramäe | Norman Vahtra     | Taavi Kannimae  |
| 2025 | Rein Taaramäe | Rait Ärm          | Norman Vahtra   |